# Liste von Höhlen in Hagen

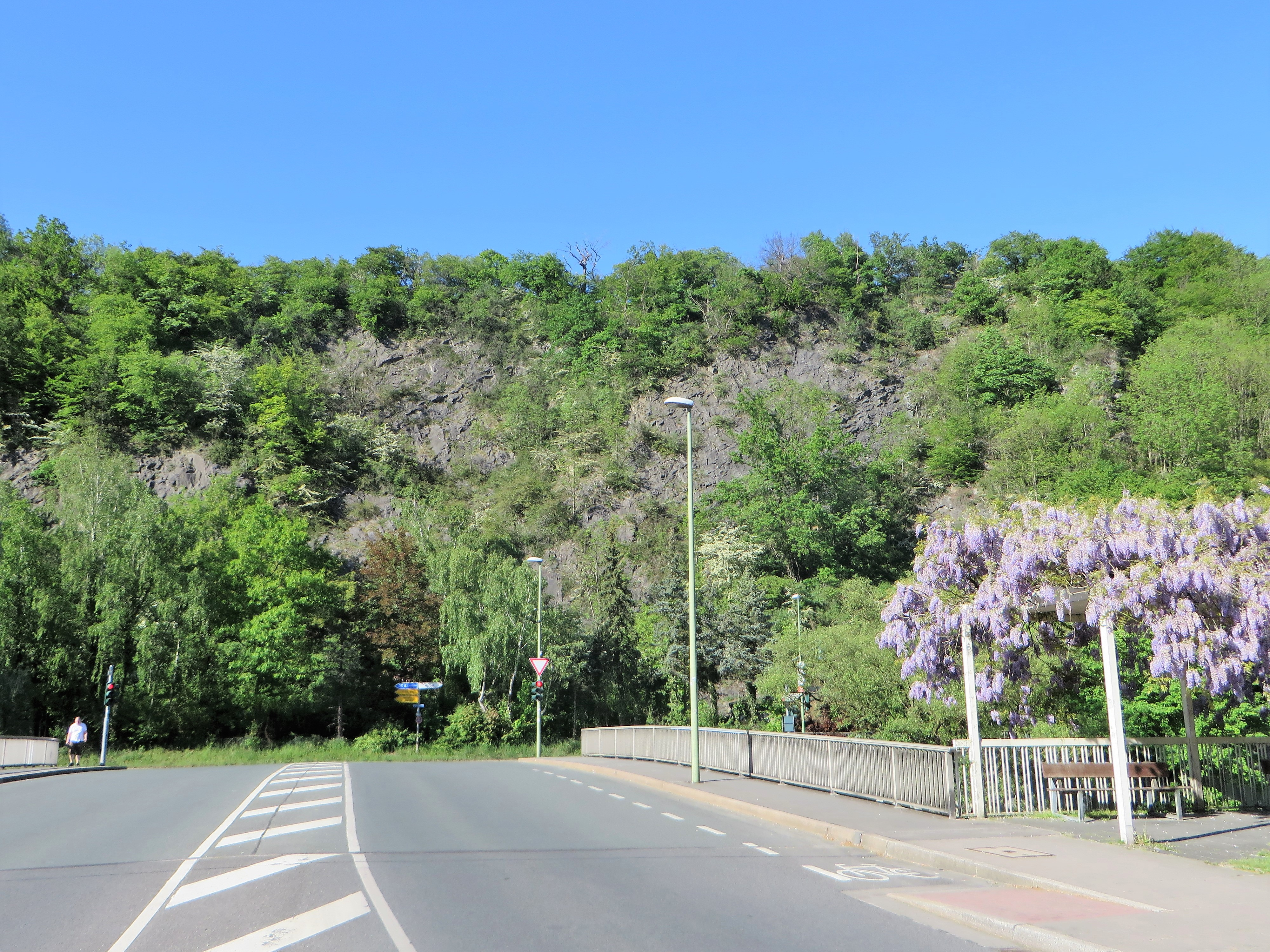
Blick auf den Oeger Stein

Die Liste von Höhlen in Hagen beschreibt Höhlen unterschiedlicher Art und Länge, darunter auch einige zerstörte Höhlen, in Hagen. Die Grenze zwischen dem Ruhrgebiet und dem Sauerland verläuft zwischen Hagen und Hohenlimburg.
Hagen befindet sich im Nordrand eines ausgedehnten Massenkalkvorkommens. Es ist im Hagener Raum mehr als 600 m mächtig und besteht aus den Resten von Meerestieren wie Korallen, Muscheln, Stromatoporen, Brachiopoden und anderen. Das Kalkvorkommen ist gebietsweise sehr stark dolomisiert (Calcium-Magnesium-Karbonat).
Insbesondere in Hohenlimburg finden sich Höhlen im Oeger Stein im Naturschutzgebiet Steltenberg.

## Liste
| Name                       | Ortsteil           | Lage                                | Länge/Tiefe         | Beschreibung      | Bild |
| -------------------------- | ------------------ | ----------------------------------- | ------------------- | ----------------- | ---- |
| Blätterhöhle               | Hagen-Holthausen   | Zur Hünenpforte                     | 91,5 m              |                   |      |
| Oeger Höhle                | Hagen-Hohenlimburg | Lennesteilhang Mühlenbergstraße     | 39 m                | Laughöhle         |      |
| Seegrotte                  | Hagen-Hohenlimburg | Lennesteilhang Mühlenbergstraße     | 159 m               | Kat.-Nr. 4611/102 |      |
| Dr.-Wolf-Höhle             | Hagen-Hohenlimburg | Lennesteilhang Mühlenbergstraße     | 161 m               |                   |      |
| Volmehanghöhle             | Hagen-Emst         | Volmehang/Hardt                     | 1.700 m             | Karsthöhle        |      |
| Martinsloch                | Hagen-Emst         | Volmehang/Hardt                     | 702 m               | Karsthöhle        |      |
| Stockeyhöhle II            | Hagen-Emst         | Volmehang/Hardt                     | 23 m bzw. 7 m       |                   |      |
| Höhle hinter Villa Ribbert | Hagen-Holthausen   | Hünenpforte                         | 300 m               |                   |      |
| Rolfhöhle I u. II          | Hagen-Hohenlimburg | Raffenberg                          |                     |                   |      |
| Kluterthöhle               | Hagen              | Kückelhausen-Klutert                | 285 m               |                   |      |
| Hüttenberghöhle            | Hagen-Eilpe        | Selbecker Straße                    | 7 m                 |                   |      |
| Eilperhöhle I und II       | Hagen-Eilpe        | Hang zwischen B 54 und Hüsteystraße | 180 m               |                   |      |
| Eisenhöhle                 | Hagen-Delstern     | Hang zwischen B 54 und Volme        | 61 m                |                   |      |
| Holthauser Bachhöhle       | Hagen-Holthausen   | Klippchen                           | Höhlensystem 1030 m |                   |      |
| Geburtstagshöhle           | Hagen-Holthausen   | Klippchen                           | Höhlensystem 1030 m |                   |      |
| Dachshöhle                 | Hagen-Selbecke     | Selbecker Straße                    | 14 m                |                   |      |
| Finkinghöhle               | Hagen-Dahl         | Volmetal–Finking                    | 7 m                 | Klufthöhle        |      |
| Doline Milchenbach         | Hagen-Holthausen   | Milchenbach                         |                     | Bachschwinde      |      |